# Wysad (geologia)

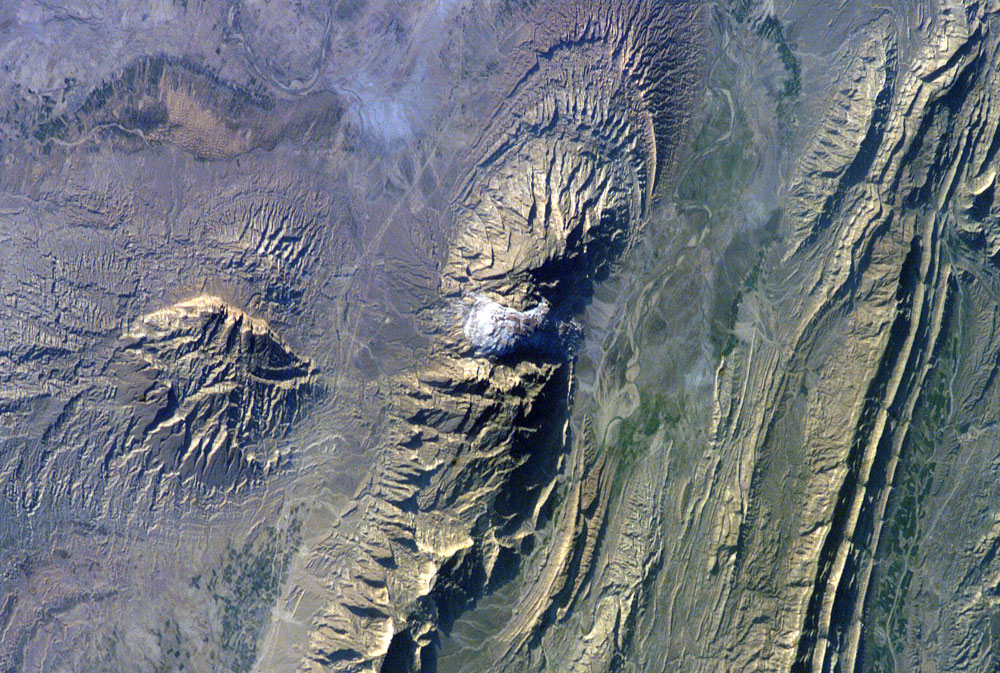
Wysad w górach Zagros

Wysad, egzemat – forma występowania złoża. Jest to złoże powstałe pod wpływem ruchów tektonicznych przez  wciśnięcie  skał starszych w leżące nad nimi młodsze utwory.
Wysady tworzą wyłącznie skały, które pod wpływem wysokich ciśnień stają się plastyczne, przeważnie jest to sól lub ił. Wysady noszą nazwę słupów, diapirów. Często górna partia wysadów przykryta jest czapą, powstałą w wyniku wyługowania rozpuszczalnych związków.